# Mario Ancona
Mario Ancona (ur. 28 lutego 1860 w Livorno, zm. 23 lutego 1930 we Florencji) – włoski śpiewak operowy, baryton.

## Życiorys
Z wykształcenia był prawnikiem. Śpiewu uczył się w Mediolanie u Giuseppe Cimy. Debiutował w 1889 roku w Trieście jako Scindia w Le roi de Lahore Jules’a Masseneta. W 1890 roku występował na deskach mediolańskiej La Scali w roli Króla w Cydzie Masseneta. W 1892 roku kreował rolę Silvia w prapremierowym wystawieniu Pajaców Ruggera Leoncavalla w mediolańskim Teatro dal Verme, w tym samym roku wystąpił New Olympic Theatre w Londynie jako Alfons w Faworycie Gaetana Donizettiego. W 1893 roku w czasie premiery Pajaców na deskach londyńskiego Covent Garden Theatre wystąpił w roli Tonia, którą powtórzył pod koniec tegoż roku w nowojorskiej Metropolitan Opera. W 1906 roku wykonał rolę Ryszarda w Purytanach Vincenza Belliniego w trakcie przedstawienia uświetniającego oddanie do użytku gmachu Manhattan Opera House. W kolejnych latach występował w Bostonie (1913–1914) i Chicago (1915–1916). W 1916 roku zakończył karierę sceniczną i osiadł we Florencji, gdzie działał jako nauczyciel śpiewu.
Wykonywał zarówno partie liryczne, jak i dramatyczne. W swoim repertuarze miał role w operach m.in. Mozarta, Meyerbeera, Verdiego, Wagnera, Masseneta, Mascagniego i Pucciniego.